# Erodium hesperium
Erodium hesperium là một loài thực vật có hoa trong họ Mỏ hạc. Loài này được (Maire) H.Lindb. mô tả khoa học đầu tiên năm 1932.